# 24 Ore di Spa 1953
La 24 Ore di Spa 1953 è stata una corsa automobilistica di durata, quarta prova del Campionato del mondo sportprototipi 1953.

## Contesto

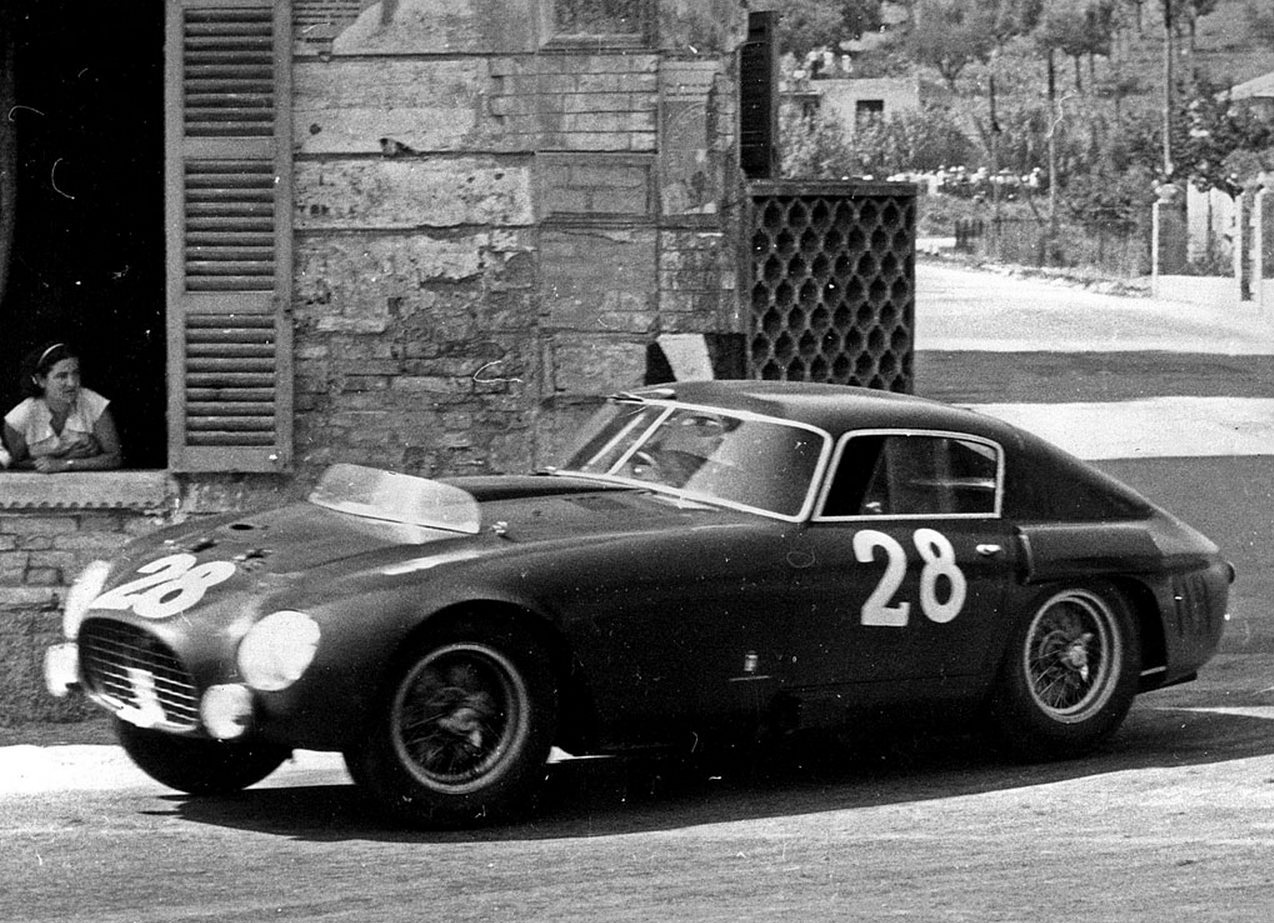
La Ferrari 375 MM, vincitrice della 24 Ore di Spa.

Per questo evento sono state iscritte un totale di 43 auto da corsa, di cui 40 sono arrivate per le prove libere e le qualifiche. Dall'Italia le due squadre di lavoro della Scuderia Ferrari e della S.P.A. Alfa Romeo. La Scuderia di Maranello è arrivata con tre vetture, tutte 375 MM. Negli abitacoli sedevano le coppie di piloti, Farina/Hawthorn, Villoresi/Ascari e Maglioli con Carini. L'Alfa Romeo ha portato in Belgio due vetture, che all'inizio sono state divise in classi diverse. Fangio e Sanesi hanno pilotato un'Alfa Romeo 6C 3000 CM nella categoria auto sportive. Thirion, insieme a Damonte, furono iscritti su un'Alfa Romeo 1900 nella classe delle auto da turismo. Il paese ospitante era rappresentato dalla Ecurie Francorchamps, che iscriveva una Jaguar C-Type e una Ferrari 212 Export.

## Qualifiche
La Ferrari 375 MM di Michael Hawthorn ha conquistato la pole position, con una velocità media di 113,871 mph sul circuito di 8,77 miglia. Tuttavia, a seguito di un incidente nella pratica, la Fiat 1100 di "Thillios" e Johnny Claes è stata ritirata, lasciando al via 39 vetture.

## Gara
Nonostante due delle tre Ferrari ufficiali si siano ritirate, la vittoria della Scuderia non è mai stata in serio pericolo. Dopo che l'Alfa Romeo 6C si ritirò dopo soli 22 giri, la Ferrari rimase senza avversari. Al traguardo, il duo Farina/Hawthorn aveva un vantaggio di 18 giri sulla Jaguar C-Type della scozzese Ecurie Ecosse. Una Jaguar iscritta belga era indietro di altri undici giri al traguardo ed è arrivata terza. Nella classe delle auto da turismo, il portoghese Viegas Vellagos e il belga Vladimir Narchkine hanno vinto su una Mercedes-Benz 220 . Tuttavia, come quinto assoluto, erano già a 68 giri dalla Ferrari vittoriosa.
La partnership vincente, vinta in un tempo di 24 ore 02:07.085 min., con una velocità media di 94.910 mph. Hanno coperto una distanza di miglia 2.281,182.

## Classifica finale
I vincitori di ogni classe sono indicati in grassetto.
| Pos | Classe | N° | Team                            | Piloti                                    | Telaio                 | Giri |
| --- | ------ | -- | ------------------------------- | ----------------------------------------- | ---------------------- | ---- |
| 1   | S      | 8  | Scuderia Ferrari                | Nino Farina Mike Hawthorn                 | Ferrari 375 MM         | 260  |
| 2   | S      | 19 | Ecurie Ecosse                   | James Scott Douglas Guy Gale              | Jaguar C-Type          | 242  |
| 3   | S      | 18 | Herman Roosdorp                 | Herman Roosdorp Toni Ulmen                | Jaguar C-Type          | 231  |
| Rit | S      | 6  | Scuderia Ferrari                | Gigi Villoresi Alberto Ascari             | Ferrari 375 MM         | 216  |
| 4   | S      | 32 | Deutsch et Bonnet               | Marc Gignoux Claude Storez                | D.B. HBR Panhard       | 211  |
| 5   | T      | 38 |                                 | Viegas Vallagao Vladimir Narichkine       | Mercedes-Benz 220      | 192  |
| 6   | T      | 51 |                                 | Marcel Lauga G. Averseng                  | Simca Aronde           | 191  |
| 7   | T      | 49 |                                 | Luc Mahy Jean-Pierre de Nauville          | Peugeot 203            | 189  |
| 8   | T      | 44 |                                 | André Pilette Jacques de Wetter           | Borgward Hansa 1800    | 188  |
| 9   | T      | 57 |                                 | Roger Meunier Guy Sanders                 | Panhard Dyna           | 187  |
| 10  | S      | 34 | Deutsch et Bonnet               | René Philippe Faure Pierre Quetelart      | D.B. HBR Panhard       | 186  |
| 11  | S      | 33 | Automobiles Panhard et Levassor | Reggie Bovens Roger Giraud                | Panhard X85            | 184  |
| 12  | T      | 48 |                                 | Télesphore George Fernand George          | Peugeot 203            | 184  |
| 13  | S      | 62 |                                 | René Cotton Fernand Sigrand               | Panhard Dyna           | 180  |
| 14  | T      | 53 |                                 | Pauwels André Milhoux                     | Fiat 1100              | 176  |
| 15  | T      | 55 |                                 | Robert Reip Louis Richard                 | Fiat 1100              | 176  |
| 16  | T      | 54 |                                 | Gilberte Thirion Annie Bousquet           | Fiat 1100              | 175  |
| 17  | T      | 43 |                                 | Pierre Slosse Georges Berger              | Borgward Hansa 1800    | 157  |
| 18  | T      | 52 |                                 | Pierre Stasse Walter Deutsch              | Fiat 1100              | 138  |
| NC  | T      | 61 |                                 | Raymond Meignen Jacques Blanchet          | Panhard Dyna           | 125  |
| Rit | S      | 20 | Tom Meyes                       | Tom Meyes Philip Fotheringham-Parker      | Aston Martin DB3 Coupé | 81   |
| Rit | S      | 15 | SpA Alfa Romeo                  | Juan Manuel Fangio Consalvo Sanesi        | Alfa Romeo 6C 3000 CM  | 22   |
| Rit | S      | 4  |                                 | C. Nias A. Brancart                       | Talbot Oblin           | 0    |
| Rit | S      | 9  | Scuderia Ferrari                | Umberto Maglioli Piero Carini             | Ferrari 375 MM         | 0    |
| Rit | S      | 17 | Ecurie Francorchamps            | Roger Laurent Jacques Swaters             | Jaguar C-Type          | 0    |
| Rit | S      | 22 | Ecurie Francorchamps            | Charles de Tornaco Onore Wagner           | Ferrari 212 Export     | 0    |
| Rit | S      | 24 |                                 | Jean Ampoulié Jacques Gergaud             | Ford Siam Special      | 0    |
| SQ  | S      | 26 |                                 | Elyane Imbert Simone des Forest           | Porsche 356 1500 Super | 0    |
| Rit | S      | 29 |                                 | Paul Frère Walter Hampel                  | Porsche 356            | 0    |
| Rit | S      | 35 | Deutsch et Bonnet               | Georges Guyot "Reverse"                   | Porsche 356            | 0    |
| Rit | S      | 36 | R.N.U. Renault                  | Louis Pons Jean Rédélé                    | Renault 4CV/1063       | 0    |
| Rit | T      | 40 |                                 | "Radrizzi" "Tissot"                       | Fiat 1900              | 0    |
| Rit | T      | 41 | SpA Alfa Romeo                  | Max Thirion Mario Damonte                 | Alfa Romeo 1900        | 0    |
| Rit | T      | 43 |                                 | Boy Laloux Georges Berger                 | Borgward Hansa 1800    | 0    |
| Rit | T      | 46 |                                 | Barry Leavens Joyce Leavens               | Jowett Javelin         | 0    |
| SQ  | T      | 50 |                                 | "Eldé" Claude Collard                     | Peugeot 203            | 0    |
| Rit | T      | 58 |                                 | Roland du Roy de Blicky Olivier Gendebien | Panhard Dyna           | 0    |
| Rit | T      | 59 |                                 | Gert Welter "Renant"                      | Panhard Dyna           | 0    |
| Rit | T      | 60 |                                 | "de la Bourdonnaye" "Vandenberg"          | Panhard Dyna           | 0    |
| NP  | T      |    |                                 | "Thillios" Johnny Claes                   | Fiat 1100              | 0    |

## Statistiche
- Giro veloce: Nino Farina (Ferrari), 4:44.0.

## Vincitori classi
| Classe  | N° Vincitori | Vettura           | Piloti                              |
| ------- | ------------ | ----------------- | ----------------------------------- |
| Sport   | 8            | Ferrari 375 MM    | Nino Farina Mike Hawthorn           |
| Turismo | 38           | Mercedes-Benz 220 | Viegas Vallagao Vladimir Narichkine |

## Classifica mondiale
| Pos | Costruttore      | Punti |
| --- | ---------------- | ----- |
| 1   | Scuderia Ferrari | 19    |
| 2   | Jaguar           | 18    |
| 3   | Cunningham       | 12    |
| 4   | Aston Martin     | 8     |
| 5   | Alfa Romeo       | 6     |

- Nota: in questa classifica sono incluse solo le prime cinque posizioni.

Sono stati assegnati punti di campionato per i primi sei posti di ogni gara nell'ordine di 8-6-4-3-2-1. Ai produttori sono stati assegnati punti solo per la loro vettura con il miglior piazzamento senza punti assegnati per le posizioni occupate da vetture aggiuntive. Solo i migliori 4 risultati delle 7 gare potevano essere mantenuti da ciascun produttore. I punti guadagnati ma non conteggiati per i totali del campionato sono elencati tra parentesi nella tabella sopra.